# Tírate
«Tírate» es una canción del grupo musical chileno Los Tres, registrada en su tercer disco de estudio La espada & la pared, de 1995. Siempre ha sido un tema musical esencial en todos los recitales de la banda, desde sus inicios hasta la actualidad. Además de aparecer en formato acústico en el álbum Los Tres MTV Unplugged, la banda Cafe Tacvba le hizo un cóver en su EP tributo Vale Callampa, en 2002 y Mon Laferte también lanzó otra versión como sencillo el año 2016.

## Registro
La canción fue escrita por Álvaro Henriquez. Se infiere que la canción trata acerca de una relación de pareja que no llega a soportarse más, tanto que uno se va y el otro le responde que abra la ventana, y se tire (...y si me dices que te vas, que no lo quieres intentar, entonces abre la ventana y ¡tirate!...).
Este tema tiene como base musical el tema I'm Gonna Sit Right Down And Cry (Over You) cantado por The Beatles en el álbum Live at The BBC.

## Versiones
La canción tiene su versión acústica que fue registrada en su álbum Los Tres MTV Unplugged, junto con La espada y la pared, Te desheredo, Me rompió el corazón y Déjate caer. Del mismo álbum.
También ha sido presentada numerosas veces en vivo, siendo un tema esencial en los recitales de la banda hasta la actualidad.
Algunas versiones en vivo aparecen en los álbumes Freno de mano, Arena, y en los DVD 33 Horas Bar y Arena. Además de aparecer su versión de estudio en su álbum de Grandes éxitos.

### Versión de Mon Laferte
En diciembre de 2016, Mon Laferte publicó como single una versión de esta canción. Esta versión incluye trompetas, violines y acordeón dándole un sonido similar a un tango. Esta canción es parte de un álbum tributo a los Tres aún no se ha lanzado y que tiene otros sencillos publicados como «Un amor violento» versionada por Caloncho, «Sudapara» por Los Fascinantes, «Hojas de té» por Pastilla y «La torre de Babel» por Okills.
Este tema ha sido cantado en vivo en conjunto entre Los Tres y Mon Laferte en el escenario entre los aunque en la versión original de Los Tres como en la cumbre del Rock Chileno 2017.